# Альменда
Альме́нда (серед.-верхньонім. al (ge) meind — те що належить всім, загальне) — у германських племен раннього середньовіччя земельні угіддя, які були у спільному користуванні однієї чи кількох громад і не входили в присадибне господарство та в орні й лучні наділи.
Особливо цінувалися лісові угіддя оскільки вони були джерелом палива, будівельних матеріалів та пасовиськом для свиней. Альмендою користувалися спільно як сільські громади так і феодали, але з розвитком феодалізму останні нерідко захоплювали її. Альмендою заборонялося користуватися з метою наживи — наприклад ловити рибу не для себе, а на продаж тощо.